# Agustín García Calvo
Agustín García Calvo (Granja de Moreruela, 15 de octubre de 1926-Zamora, 1 de noviembre de 2012) fue un gramático, poeta, dramaturgo, ensayista, traductor y pensador español.

## Biografía
Realizó estudios de Filología Clásica en la Universidad de Salamanca, donde estudió con la primera promoción de alumnos del maestro de la filología clásica española, Antonio Tovar. Se doctoró en Madrid a los 22 años con una tesis titulada Prosodia y métrica antiguas. En 1951, ejerció como profesor catedrático de instituto en el Instituto «Claudio Moyano» de Zamora y como profesor ayudante en la Facultad de Letras de Salamanca. En 1953 ocupó una cátedra de lenguas clásicas en Sevilla y, en 1964, en Madrid, en la Universidad Complutense (UCM), hasta que la dictadura franquista lo separó de la cátedra madrileña en 1965 junto a Enrique Tierno Galván, José Luis López Aranguren y Santiago Montero Díaz por prestar su apoyo a las protestas estudiantiles. José María Valverde y Antonio Tovar renunciaron a sus cátedras voluntariamente como protesta contra esta medida. A García Calvo su exilio lo llevó durante varios años a París, donde fue profesor en la Universidad de Lille y en el Collège de France. También trabajó como traductor para la editorial Ruedo Ibérico. En la capital francesa coordinó una tertulia política en el café La boule d'or del Barrio Latino. En 1976, fue restablecido en su cátedra, en la que permaneció hasta su jubilación en 1992. Fue profesor emérito de la UCM.
Formó parte del Círculo Lingüístico de Madrid junto con Rafael Sánchez Ferlosio y Carlos Piera.

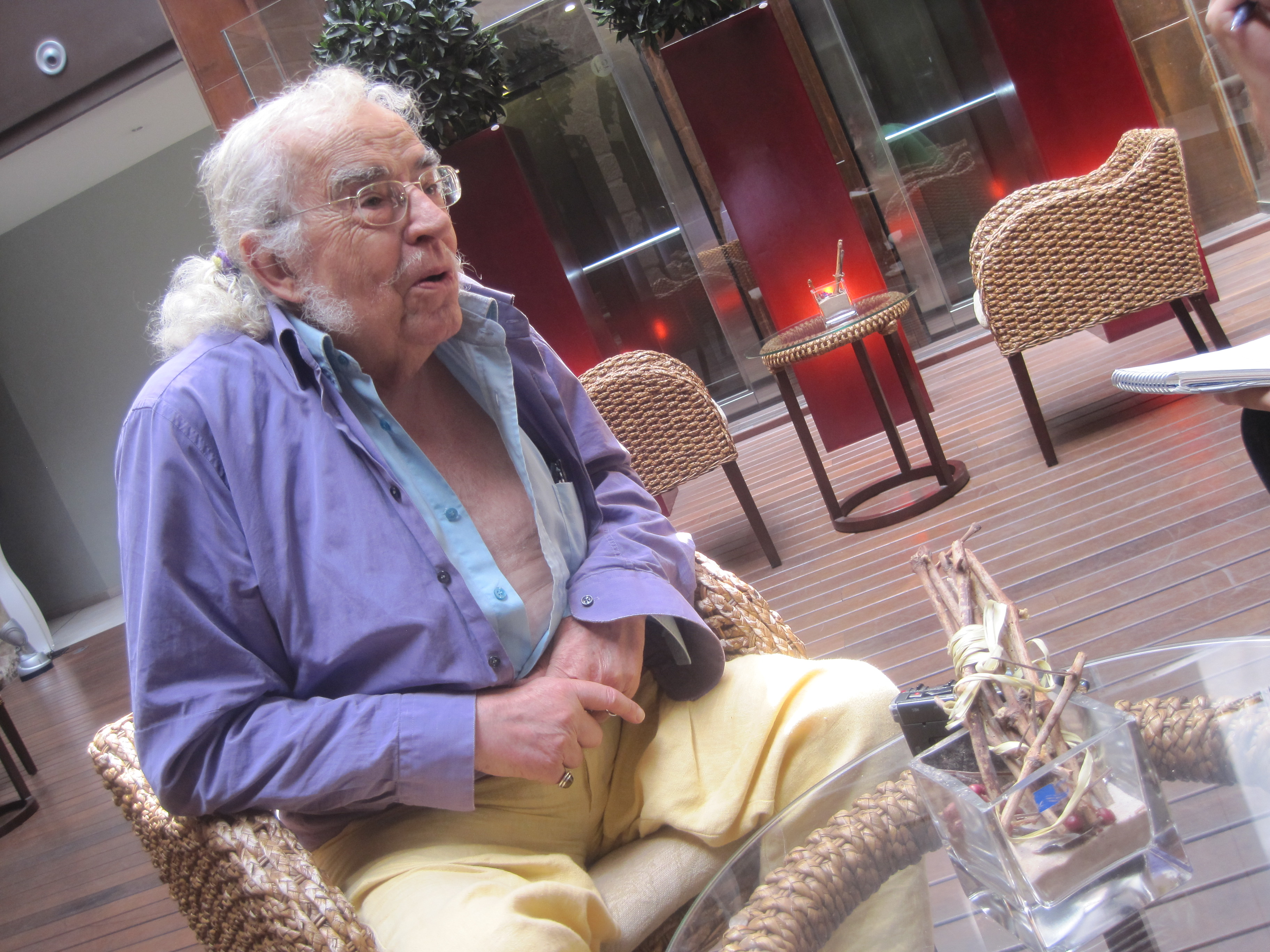
Agustín García Calvo, en los Cursos de Verano de la Universidad de La Rioja. 2010

En los últimos tiempos, coordinaba una tertulia política del Ateneo de Madrid. Falleció el 1 de noviembre de 2012 en Zamora, debido a una insuficiencia cardiaca.
En 2013, se publicó un homenaje, Encuentros con ¿Agustín García Calvo?, que recoge el testimonio de diversas gentes que lo trataron, como Isabel Escudero, Fernando Savater, Jesús Ferrero, Carlos García Gual, Félix de Azúa y Amancio Prada. Dejó numerosas obras inéditas, entre ellas la novela Desnacer.

## Trabajo
Como filólogo, hizo importantes contribuciones a la lingüística general, la prehistórica o indoeuropea, la grecolatina y la del espofcont («español oficial contemporáneo»). Su teoría general sobre el lenguaje aparece desarrollada en la trilogía formada por Del lenguaje, De la construcción (Del lenguaje II) y Del aparato (Del lenguaje III) y en los artículos recopilados en el volumen Hablando de lo que habla. Estudios de lenguaje (Premio Nacional de Ensayo de 1990). En 2009, se publicó su trilogía Elementos gramaticales, concebida como libro de texto para iniciar en la gramática a adolescentes.
Sus obras más destacadas en el ámbito del pensamiento son: Lecturas presocráticas, Lecturas presocráticas II. Razón común. Edición crítica, ordenación, traducción y comentario de los restos del libro de Heráclito, Contra el tiempo, De Dios y Contra la Realidad.
Como poeta publicó, entre otras, Los versos hablados, Canciones y soliloquios, Más canciones y soliloquios, Del tren (83 notas o canciones), Libro de conjuros, Ramo de romances y baladas, Sermón de ser y no ser, Valorio 42 veces, Relato de amor, 4 canciones de amor perdido y el cínife, Cantar de las dos torres o Sermón de dejar de ser, publicado póstumamente. Es autor de varias piezas dramáticas como Ismena, Rey de una hora y Baraja del rey don Pedro (por la que recibió el Premio Nacional de Literatura Dramática de 1999).
También editó varias series de artículos y colaboraciones periodísticas que recogen diversos ataques contra aspectos de la sociedad actual, tales como Contra la Familia, Contra la Pareja, Contra la Paz, contra la Democracia, Análisis de la Sociedad del Bienestar, Noticias desde abajo y Que no, que no.
Por encargo del primer presidente de la Comunidad de Madrid, Joaquín Leguina, escribió el Himno de la Comunidad, por el precio simbólico de una peseta.
Fernando Savater fue, en los setenta, discípulo suyo, y planeó elaborar con él una tesis doctoral que hubiera consistido en la invención de un filósofo de la Antigüedad del que García Calvo escribiría los fragmentos que hubiesen llegado a la actualidad mientras que Savater se ocuparía de realizar los comentarios: lamentablemente el proyecto nunca llegó a buen término. Sin embargo, en años posteriores sus posturas divergen radicalmente. Como escribe Savater en su autobiografía, «fue fundamental en mi devenir intelectual y moral encontrarle, no menos que luego despegarme de él».
Otros intelectuales españoles interesados en algún momento por el pensamiento de García Calvo son Félix de Azúa (quien tomó de él la expresión «medios de formación de masas» y le ha dedicado varias de sus obras poéticas) y Javier Marías. Se ha señalado también su influencia sobre los últimos libros del poeta Miguel Ángel Velasco. La obra poética de García Calvo ha inspirado varias versiones musicales, como las de Amancio Prada o Chicho Sánchez Ferlosio.

## Pensamiento político
En sus obras e intervenciones, García Calvo trató de dar voz a un sentir anónimo, popular, que rechaza los manejos del Poder. Esencial a esa lucha es la denuncia de la Realidad, una idea que, según denuncia el autor en varias ocasiones, se presenta como reflejo fiel de «lo que hay», cuando de hecho es una construcción abstracta, en la que las cosas son reducidas por la fuerza a ideas. De ese modo se mata cuanto pueda haber en las cosas de impredecible e infinito, y resulta posible someterlas a cómputos, planes, esquemas y manejos. La gente, un caso más de cosa, queda organizada así en Individuos, sometidos a una doble exigencia contradictoria: cada uno tiene que ser individual, y sin embargo todos han de ser sumables en una Masa numérica. Por fortuna, esta organización deja siempre cabos sueltos: a lo que pueda quedar en la gente de ocurrencias imprevisibles, no sometidas a plan ni cálculo, se refiere García Calvo como «el pueblo».
El progreso del Poder llega a su cúspide en las sociedades democráticas, compuestas por Masas de Individuos. Dado que el plan del Progreso es introducir este sistema en todas partes, la lucha popular debe dirigirse contra la Democracia, el estado del bienestar, por ser este el régimen que administra la muerte (dado que lo único cierto del futuro es la muerte, anticipar este —como hace el Poder— con planes o propósitos constantes es acercar la muerte para desvivir la vida) del pueblo en las sociedades más avanzadas. La pervivencia de formas más atrasadas de dominio (como las dictaduras comunistas o las de los países musulmanes) sirve para legitimar, por comparación, la Democracia burguesa, y debe considerarse por tanto un trampantojo.
Esencial para el Poder y la Realidad es la figura de Dios; que, tras tomar muchos nombres, como el de Hombre, en su forma más moderna o progresada se presenta con el nombre de Dinero: una idea omnipresente a la que todas las cosas son reductibles (todo tiene un precio). La religión de este nuevo Dios es la Ciencia,  cuya misión esencial es mantener actualizada la idea de Realidad y convencer a los Individuos de que todo está bajo control: hay conocimiento seguro de todo, o lo habrá con el tiempo. Sin embargo, la investigación de los científicos, en especial la de los físicos, en la medida en que es honesta, no deja de presentar indicios de la resistencia de las cosas a su reducción a ideas.
En la Democracia, el Estado y el Capital son, según este discurso, dos rostros de la misma cosa. La lucha popular debe, pues, dirigirse contra ambos, sin convertirse nunca en una reivindicación (que supone reconocer legitimidad al Poder) ni una alternativa de gobierno (que no haría sino contribuir al progreso del Poder). Esta lucha no es individual (pues el Individuo, construido a imagen y semejanza del Estado, es esencialmente reaccionario y constituye el primer enemigo del pueblo), sino de la gente, de lo que quede de pueblo, por debajo de los Individuos y en contradicción con estos.
Respecto a los nacionalismos, señala García Calvo que parten de la conversión del pueblo indefinido e inmanejable en una idea (los pueblos) manejable y sumisa al Poder.
El lenguaje, indica el autor, tiene un papel destacado en la opresión del pueblo, pero también en su rebelión. Las palabras con significado de las lenguas configuran la Realidad, distinta para cada tribu. En la medida en que el lenguaje contribuye a crear la ilusión de que sabemos todo lo que hay y cómo llamarlo y manipularlo, constituye un arma contra el pueblo. Sin embargo, en el uso común de las palabras se producen continuamente vislumbres que apuntan a lo contrario (a que no sabemos lo que hay, ni la Realidad cubre todo lo que se da), y en ese sentido el lenguaje, que cualquiera puede usar pero que no es de nadie, es la expresión popular por excelencia.
Ejemplos concretos de la lucha contra la Realidad los podemos encontrar en el ataque al automóvil (vehículo individual por excelencia) y la defensa del tren; en la lucha contra la concepción de que «Hacienda somos todos»; o en la decisión de «escribir como se habla», frente al uso pedante del lenguaje por parte de eruditos, funcionarios y periodistas. Asimismo, apoyó el Movimiento 15-M.

## Premios
- Premio Nacional de Ensayo en 1990 por Hablando de lo que habla.
- Premio Nacional de Literatura Dramática en 1999 por La Baraja del rey don Pedro.
- Premio Nacional al conjunto de la obra de un traductor en 2006.

## Obras

### Gramática y teoría del lenguaje
- Pequeña introducción a la prosodia latina (Madrid: Sociedad de Estudios Clásicos, 1954).
- Lalia, ensayos de estudio lingüístico de la sociedad (Madrid: Siglo XXI, 1973).
- Del ritmo del lenguaje (Barcelona: La Gaya Ciencia, 1975).
- Del lenguaje (I) (Zamora: Lucina, 1979; 2.ª ed. correg. 1991).
- De la construcción (Del lenguaje II) (Zamora: Lucina, 1983).
- Del aparato (Del Lenguaje III) (Zamora: Lucina, 1999).
- Hablando de lo que habla. Estudios de lenguaje (Premio Nacional de Ensayo 1990) (Zamora: Lucina, 1989; 2.ª ed. 1990; 3.ª ed. 1990; 4.ª ed. 1993).
- Contra la Realidad, estudios de lenguas y cosas (Zamora: Lucina, 2002).
- Es. Estudio de gramática prehistórica (Zamora: Lucina, 2003).
- Tratado de Rítmica y Prosodia y de Métrica y Versificación (Zamora: Lucina, 2006).
- Elementos gramaticales, 3 t. (Zamora: Lucina, 2009).

### Traducciones y versiones de autores clásicos griegos y romanos
- Aristófanes, Los carboneros (Akharneís). Versión rítmica de A. García Calvo (Zamora: Lucina, 1981; 2.ª ed. 1998).
- Heráclito, Razón común (Lecturas presocráticas II) Edición, ordenación, traducción y comentario de los restos del libro de Heráclito (Zamora: Lucina, 1985).
- Homero, Ilíada. Versión rítmica de Agustín García Calvo (Zamora: Lucina, 1995).
- Jenofonte, Memorias de Sócrates, Apología, Simposio (traducción, introducción y notas) (Madrid: Alianza Editorial; 1967, Salvat editores, 1971).
- Lecturas presocráticas (Zamora: Lucina, 1981: 3.ª ed. con la traducción y comentario de Parménides renovados, 2001).
- Lucrecio, De Rerum Natura / De la Realidad. Edición crítica y versión rítmica de A. García Calvo (Zamora: Lucina, 1997).
- Parménides Parménides. Edición comentada de los fragmentos de Parménides, de Agustín García Calvo y Luis-Andrés Bredlow  (Zamora: Lucina, 2018)
- Plauto, Pséudolo o Trompicón (traducción rítmica, introducción y notas) (Madrid: Cuadernos para el Diálogo, 1971).
- Platón, Diálogos Socráticos, Apología, Teages, Los enamorados, - Cármides, Clitofonte (traducción, introducción y notas) (Barcelona: Salvat Editores, 1972).
- Poesía antigua (De Homero a Horacio) (Zamora: Lucina, 1992).
- Sócrates (en Enciclopedia Universitas, t.II, fasc.30), (Barcelona: Salvat Editores, 1972).
- Sófocles, Edipo Rey. Versión rítmica de A.García Calvo (Zamora: Lucina, 1982; 2.ª ed. 1988; 3.ª ed. 1993).
- Virgilio (estudio biográfico y versión rítmica de las Bucólicas del libro IV de las Geórgicas y del libro VI de la Eneida) (Madrid: Ediciones Júcar, 1976).

### Ensayo y política
- Apotegmas a propósito del marxismo (París: Ruedo Ibérico, 1970).
- ¿Qué es el Estado? (Barcelona: La Gaya Ciencia, 1977). [Reeditado por Ediciones El Salmón en 2019]
- La venta del alma (Ediciones Libertarias, 1980).[26]
- Actualidades (Zamora: Lucina, 1980).
- Cartas de negocios de José Requejo (Zamora: Lucina, 1981).
- Historia contra tradición. Tradición contra Historia (Zamora: Lucina, 1983; 2.ª ed. 1998).
- Familia: la idea y los sentimientos (Zamora: Lucina, 1983; 2.ª ed. 1992).
- El amor y los 2 sexos. Del tiempo de amor y olvido (Zamora: Lucina, 1984: 2.ª ed. 1991).
- De la felicidad (Zamora: Lucina, 1986; 2.ª ed. 1989; 3.ª ed- 1991, 4.ª ed. 2000).
- De los modos de integración del pronunciamiento estudiantil (Zamora: Lucina, 1987).
- Noticias de abajo (Zamora: Lucina, 1991; 2.ª ed. 1991; 3.ª ed. 1995).[27]
- Contra la Paz. Contra la Democracia (Barcelona: Editorial Virus, 1993).
- Contra el Tiempo (Zamora: Lucina, 1993; 2.ª ed. 2001).
- Análisis de la Sociedad del Bienestar (Zamora: Lucina, 1993: 2.ª ed. 1995).
- Contra la Pareja (Zamora: Lucina, 1994: 2.ª ed. 1995).
- Contra el hombre (con dos epílogos de Isabel Escudero) (Madrid: Fundación de Estudios Libertarios, Anselmo Lorenzo, 1996)
- De Dios (Zamora: Lucina, 1996).
- De mujeres y de hombres (Zamora: Lucina, 1999).
- ¿Quien dice no? Entorno a la anarquia (Madrid: Fundación Anselmo Lorenzo).
- 37 adioses al mundo (Zamora: Lucina, 2000).[28]
- ¿Qué es lo que pasa? (Zamora: Lucina, 2006). ISBN 84-85708-67-9.
- 20 ventanas y 36 adolescencias (Zamora: Lucina, 2006).
- De verde a viejo. De viejo a verde (Zamora: Lucina, 2007).
- Mentiras principales (Zamora:Lucina, 2013). ISBN 978-84-85708-87-1.
- Contra el tiempo y el poder. Y otras intervenciones politicas (Logroño: Pepitas de calabaza,2020). ISBN 978-84-17386-60-3

### Narrativa
- Locura. 17 casos (Zamora: Lucina, 1997, reeditado en 2007).ISBN: 84-85708-47-4
- Registro de recuerdos (Contranovela) (Zamora: Lucina, 2002). ISBN 978-84-85708-62-8.
- Desnacer (Zamora: Lucina, 2019). ISBN 978-84-85708-92-5.

### Poesía
- Al burro muerto… (Zamora: Lucina, 1998).
- Bebela (Zamora: Lucina, 1987; 2.ª ed. 2001).
- Canciones y soliloquios (Zamora: Lucina, 1982; 2.ª ed. 1993).
- Del tren (83 notas o canciones) (Zamora: Lucina, 1981).
- Libro de conjuros (Zamora: Lucina, 1979; 2.ª ed. 1981; 3.ª ed. 1991; 4.ª ed. 2000).
- Más canciones y soliloquios (Zamora: Lucina, 1988).
- Ramo de romances y baladas (Zamora: Lucina, 1991).
- Relato de amor (Zamora: Lucina, 1980; 2.ª ed. 1982; 3.ª ed. 1989; 4.ª ed.1993).
- Sermón de ser y no ser, (Madrid: Visor, 1.ª edición, 1972, 2.ª, 1973, 3.ª, 1977; Zamora: Lucina, 4.ª edición, 1980, 5.ª, 1984, 6.ª, 1988, 7.ª, 1995).
- Valorio 42 veces (Zamora: Lucina, 1986).
- Cinco inéditos (Zamora: Lucerna, 1997).
- Uno o dos en 23 sitios y más (Zamora: Lucina, 2003).[29]
- 4 canciones de amor perdido y el cínife (Logroño: Ediciones del 4 de agosto de 2006).[30]
- Suma del vuelo de los hombres (Zamora: Lucina, 2008).
- Cantar de las dos torres (Zamora: Lucina, 2008).
- Y más aún canciones y otros juegos (Zamora: Lucina, 2008).
- Sólo de lo negado (Monterrey: An.alfa.beta, 2013).
- Yo misma (Zamora: Lucina, 2015)
- Sermón de dejar de ser (Zamora: Lucina, 2016)

### Teatro
- Iliu Persis. Tragicomedia musical en una noche (Madrid: Akal, 1976).
- Feniz o la manceba de su padre (Barcelona: La Gaya Ciencia, 1976).
- Baraja del Rey Don Pedro (Premio Nacional de Literatura Dramática 1999) (Zamora: Lucina, 1998; 2.ª ed. 1999).
- Ismena. Tragicomedia musical (Zamora: Lucina, 1980).
- Rey de una hora (Zamora: Lucina, 1984).
- Tres farsas trágicas y una danza titánica. «Traspaso», «Dos amores», «Velatorio» y «Rotura», cuatro obras de teatro de una media hora de duración (Zamora: Lucina, 1980).
- Pasión. Farsa trágica (Zamora: Lucina, 2006).
- La rana y el alacrán (Zamora: Lucina, 2007).
- El otro hombre (Zamora: Lucina, 2008).
- Diosas cosas (Zamora: Lucina, 2008).
- Loco de amor (Zamora: Lucina, 2010).